# Cumbre extraordinaria árabe-islámica de 2023
La cumbre extraordinaria árabe-islámica de 2023 fue organizada entre la Liga Árabe y la Organización para la Cooperación Islámica el 11 de noviembre de 2023, en Riad, la capital de Arabia Saudita, presidida por el príncipe heredero y primer ministro Mohamed bin Salmán. La reunión urgente fue motivada por la guerra entre Israel y Hamás.
La cumbre fue ampliamente criticada por sus resultados deficientes y por repetir los mismos discursos y declaraciones que en cumbres anteriores. Argelia boicoteó la reunión porque sus propuestas no fueron adoptadas y envió una delegación de bajo nivel.

## Trasfondo
El 7 de octubre de 2023, el ala paramilitar de Hamás lideró una serie de ataques contra Israel, que provocaron una importante pérdida de vidas. Israel respondió a estos ataques con fuertes ataques en la Franja de Gaza.

## Objetivos
El objetivo principal declarado de esta reunión fue abordar la crisis actual en Gaza y sus regiones vecinas, prestando especial atención al empeoramiento de las condiciones que ponen en peligro las vidas civiles y la estabilidad regional. La cumbre condenó «la agresión israelí en la Franja de Gaza, los crímenes de guerra y las masacres bárbaras e inhumanas cometidas por el gobierno de ocupación» y pidió poner fin al bloqueo de Gaza, permitir la ayuda humanitaria y detener las exportaciones de armas a Israel.